# 罗伯特·赫尔兹
罗伯特·赫尔兹（1881年6月22日—1915年4月13日）是一位法国犹太裔社会学家，出生于上塞纳省圣克卢，第一次世界大战期间在厄尔-卢瓦省的马尔谢维尔阵亡，主要作品有《死亡与右手》（Death and the Right Hand）等。